# Plectranthus hyemalis
Plectranthus hyemalis là một loài thực vật có hoa trong họ Hoa môi. Loài này được J.R.I.Wood miêu tả khoa học đầu tiên năm 1984.